# Woznesenśke (obwód mikołajowski)
Woznesenśke (ukr. Вознесенське) – osiedle na Ukrainie, w obwodzie mikołajowskim, w rejonie wozniesieńskim, w hromadzie Buźke. W 2001 liczyło 1110 mieszkańców, spośród których 992 wskazało jako ojczysty język ukraiński, 100 rosyjski, 13 mołdawski, 2 białoruski, a 3 inny.